# Cariera „Cazacu”
Cariera „Cazacu” este un monument al naturii de tip geologic sau paleontologic în raionul Strășeni, Republica Moldova. Este amplasat la nord de stația de cale ferată Vatra. Are o suprafață de 3 ha conform legii sau 1,19 ha conform unui studiu din 2016. Obiectul este administrat de Primăria municipiului Chișinău.

## Descriere

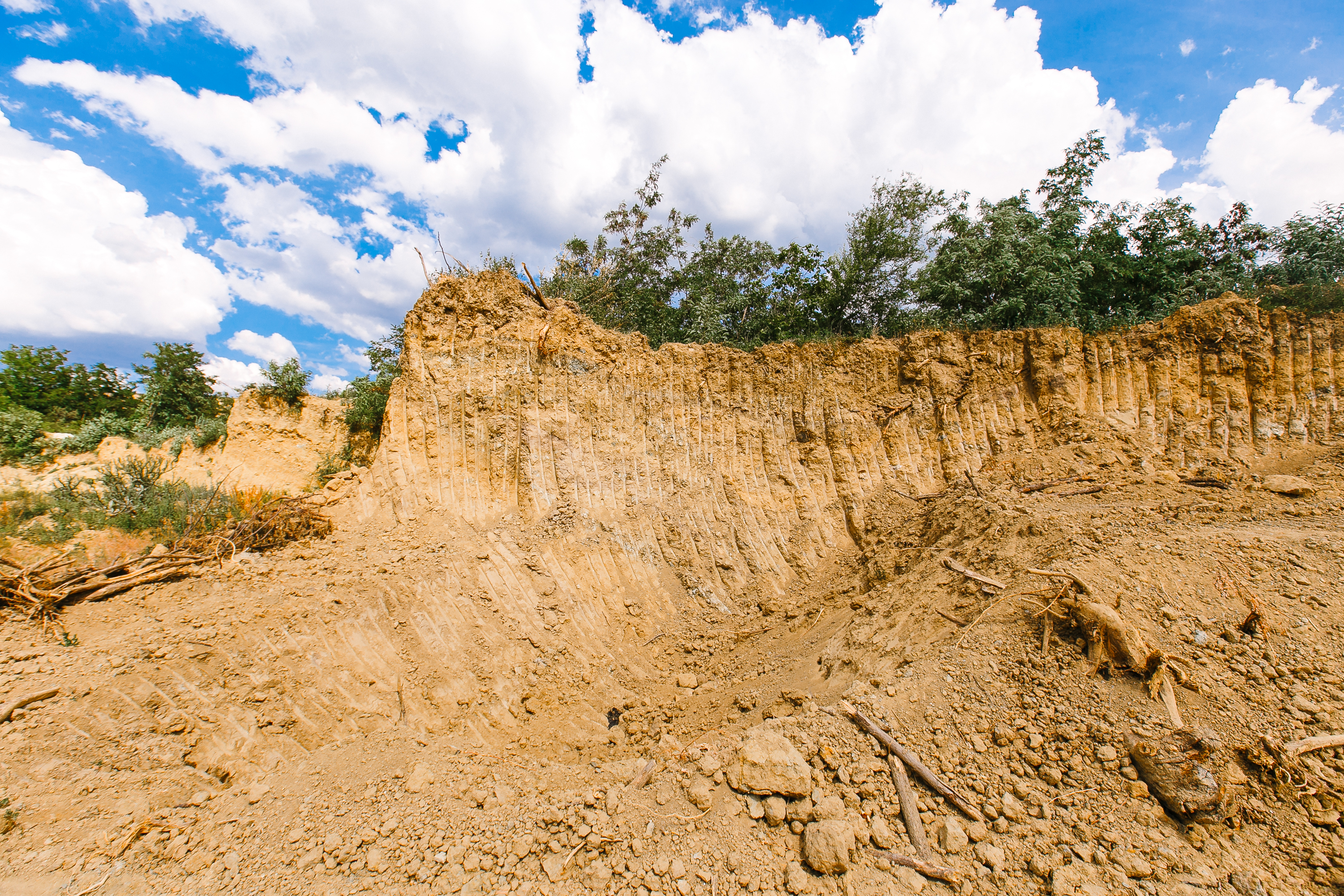
Argile, detaliu

Amplasamentul carierei constă din gresii de vârstă sarmațiană cu amprente ale frunzelor diferitor plante, aparținând a două formațiuni floristice principale de arbori: de pădure (Platanus aceroides⁠(d), Carpinus grandis⁠(d), Ulmus braunii, Populus latior⁠(d)) și de vale și vâlcele (Liquidambar europeum, Parrotia pristina, Diospyros brachysepala⁠(d), Salix sp. etc.), cercetate de T. A. Iakubovskaia în 1950 și 1955. Un interes deosebit pentru flora sarmațiană din zona Moldovei îl constituie Liquidambar europeum, care în prezent crește în Taiwan, Coreea de Sud, Asia Mică și în unele zone ale Americii de Nord. Gresiile mai conțin și resturi scheletice de foci și amprente scheletice de pești care nu au putut fi identificați. A fost descoperit și un fragment de mandibulă de hiparion⁠(d) (Hipparion sp.).

## Statut de protecție
Obiectivul a fost luat sub protecția statului prin Hotărîrea Sovietului de Miniștri al RSSM din 8 ianuarie 1975 nr. 5 și Legea nr. 1538 din 25 februarie 1998 privind fondul ariilor naturale protejate de stat. Deținătorul funciar al monumentului natural este Primăria municipiului Chișinău.
În anul 2016, au fost făcute unele recomandări de îmbunătățire a statutului de protecție, printre care separarea de cariera de extrageri a unui sector pentru continuarea cercetărilor științifice și organizarea excursiilorpentru geologi, paleontologi și studenți, cât și instalarea unui panou informativ.